# 鲁杰民
鲁杰民（1949年—2023年），男，汉族，北京人，中华人民共和国政治人物。曾任北京市新华书店总经理，中国书店总经理、中国书店出版社社长。新中国60年百名优秀出版人物。